# Taxus
Pour les articles homonymes, voir If.
Genre
Classification phylogénétique

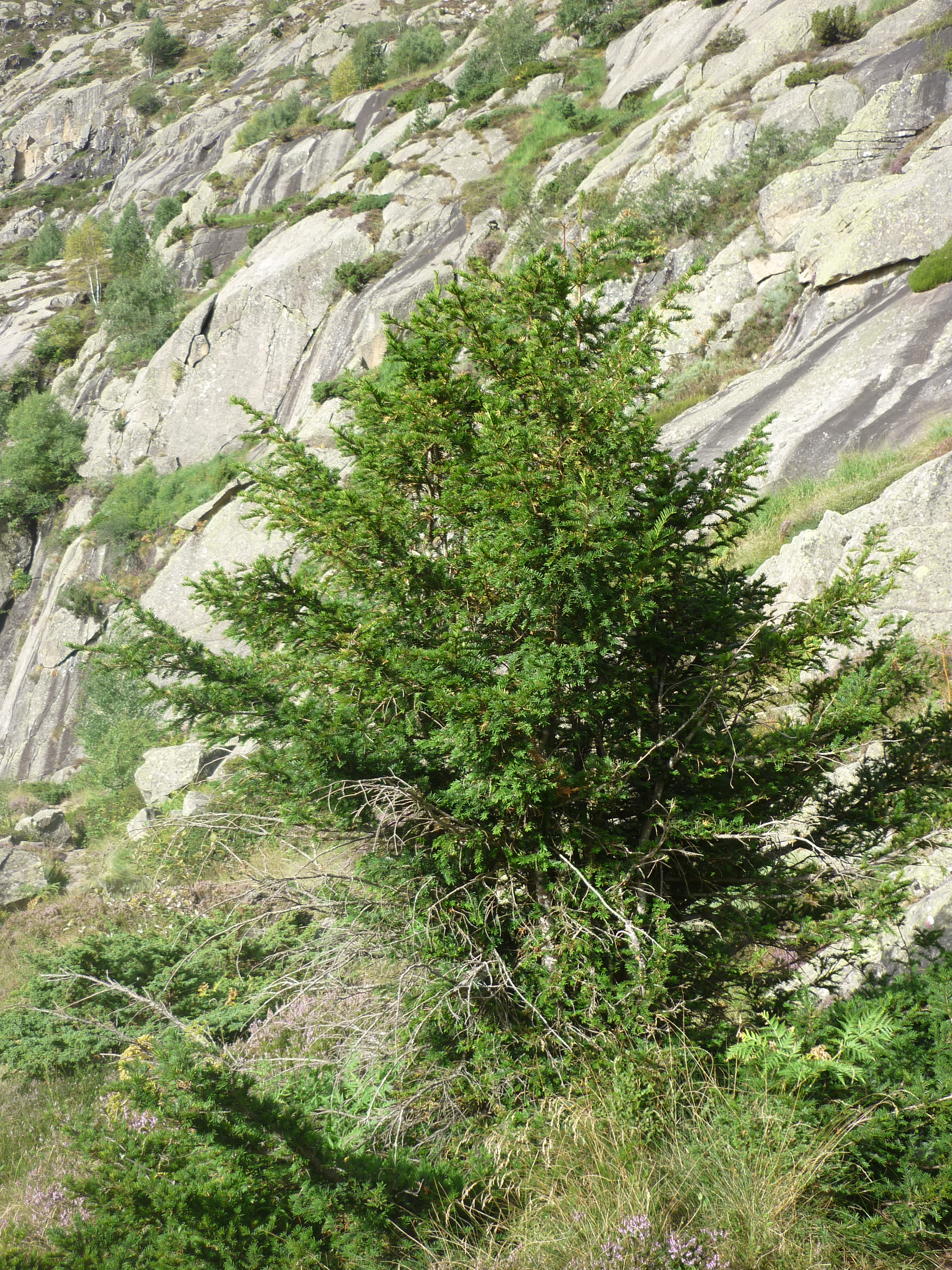
If commun poussant sur du granite dans les Pyrénées ariégeoises.

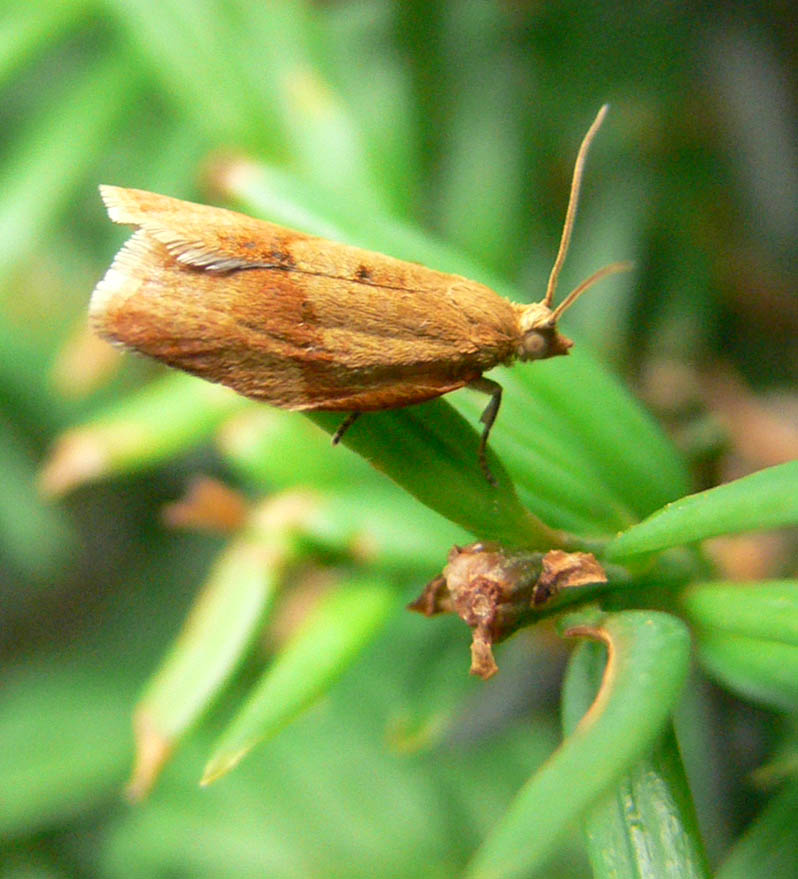
En raison de sa toxicité naturelle, l'if a peu de prédateurs.

Taxus est un genre de conifères de la famille des Taxacées qui comprend une dizaine d'espèces généralement nommées ifs.
Il fait partie des rares gymnospermes non résineux. En outre, ce genre se distingue de la plupart des conifères par le fait que la graine n'est pas contenue dans un cône ligneux mais dans un arille.

## Étymologie et toponymie

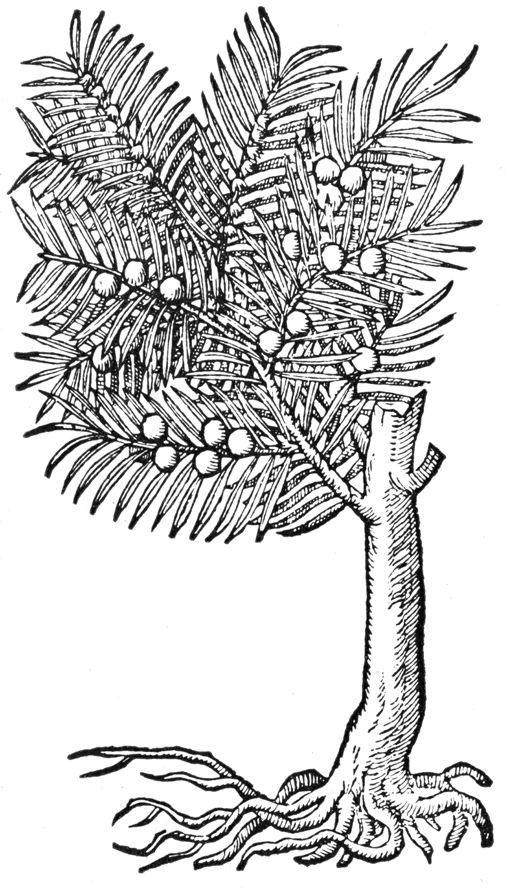
Illustration d'un Taxus extraite d’Icones Stirpium (1591) de Mathias de l'Obel.

De taxus en latin, apparenté au grec τάξος / táxos par l'indo-européen qui désigne dans ces deux langues l'espèce Taxus baccata. La racine indo-européenne *teks-, « construit, charpenté » (sur cette racine, voir X. Delamarre, Le voc de l'IE), peut expliquer ce nom en référence au bois de l'if facile à sculpter et dont les qualités d'élasticité en faisaient le bois utilisé dans la confection d'armes de trait ou de jet. Une fausse étymologie savante, basée sur la ressemblance sonore entre taxus et toxon et la toxicité de cet arbre (une décoction de ses feuilles et de ses graines donnait un poison de flèche), tente de faire dériver le latin taxus du grec toxon désignant un arc puis une flèche empoisonnée, Dioscoride réservant au Ier siècle le radical tox- (qui a donné le terme toxique) aux seuls poisons[Information douteuse].
Le mot roman if remonte à un mot vieux-celtique bien attesté en Gaule *ivos ou *īvos, d'un étymon celtique qui a donné aussi ivin en breton, ywen en gallois, éo en irlandais. Une racine semblable existe en germanique *īwaz qui a donné īw en vieil anglais (yew en anglais moderne) et īwa en vieil haut allemand (Eibe en allemand moderne), dont semble dériver le prénom français Yves (mais pas dans tous les cas) et peut-être également, dans une hypothèse alternative, le français if. Ils remontent à l'indo-européen *eiwos / *iwos « if » par des étapes dialectales intermédiaires.
Même s'il est attesté dans l'anthroponymie gauloise (cf. Ivorigi, Ivomari, Ivanius, Ivonus, etc.), le terme *ivos fait place à un autre terme celtique, beaucoup mieux représenté, dans la toponymie : eburos (cf. *Eburiacum > Évry, Ivry, Yvrac, Ivrey, Everly ; *Eburoialo- > Ébreuil, Avreuil ; *Eburomavus > Envermeu ; Eburovice > Évreux, Eburodunum > Embrun, etc.). Le celtique insulaire conserve aussi cette racine : irlandais ibar /iwar, breton evor.
Les autres langues romanes ont, quant à elles, un terme issu du latin taxus : italien tasso (corse tassu) ; occitan teis (dialectalement toish) ; gascon taix / teix) ; catalan teix ; espagnol tejo ; portugais teixo (galicien teixu) et roumain tisā.
C'est pourquoi on trouve dans la toponymie occitane des noms de lieux du type Teissières, Teyssières, Teyssieu, Teyssode signifiant « ivaie », lieu planté d'ifs ou bois d'ifs défriché pour laisser place à des champs et à un village de cultivateurs. Il est parfois difficile de déterminer si ces toponymes viennent de l'occitan teis ou du latin taxo (occitan taïs/taïch) signifiant « blaireau », ce qui évoque un terrain où ce mammifère a l'habitude de creuser son terrier. Il existe quelques exemples isolés au nord de ce toponyme dérivé d'un dendronyme : Tauxières-Mutry (Taxeriae 1228).
Les toponymes du type Ivoy, Livoye, Livaye, Livet « ivaie » sont rares et constituent des formations romanes très localisées (dont la plupart sont situées en Normandie). La distribution du terme « if », uniquement au nord de la France, ainsi que le caractère tardif de son apparition dans la toponymie ont conduit certains chercheurs à le considérer comme un emprunt au germanique.

## Liste des espèces
- Groupe Wallichiana
  - Subgroup Wallichiana
    - Taxus wallichiana - l'if de l'Himalaya
    - Taxus suffnessii
    - Taxus globosa
    - Taxus brevifolia Nutt. - l'if de l'Ouest

  - Subgroup Chinensis
    - Taxus obcura
    - Taxus phytonii
    - Taxus rehderiana
    - Taxus chinensis - l'if de Chine
    - Taxus ocreata
    - Taxus scutata

- Groupe Sumatrana
  - Taxus celebica
  - Taxus kingst
  - Taxus mairei
  - Taxus sumatrana - l'if d'Indonésie

- Groupe Baccata
  - Alliance Baccata
    - Taxus baccata L. - l'if commun
    - Taxus contorta
    - Taxus fastigiata
    - Taxus recurvata

  - Alliance Cuspidata
    - Taxus canadensis Marsh. - l'if du Canada
    - Taxus cuspidata Sieb. et Zucc. - l'if du Japon
    - Taxus biternata
    - Taxus caespitosa
    - Taxus umbraculifera

- Taxus floridana Nutt. ex Chapman

## Description

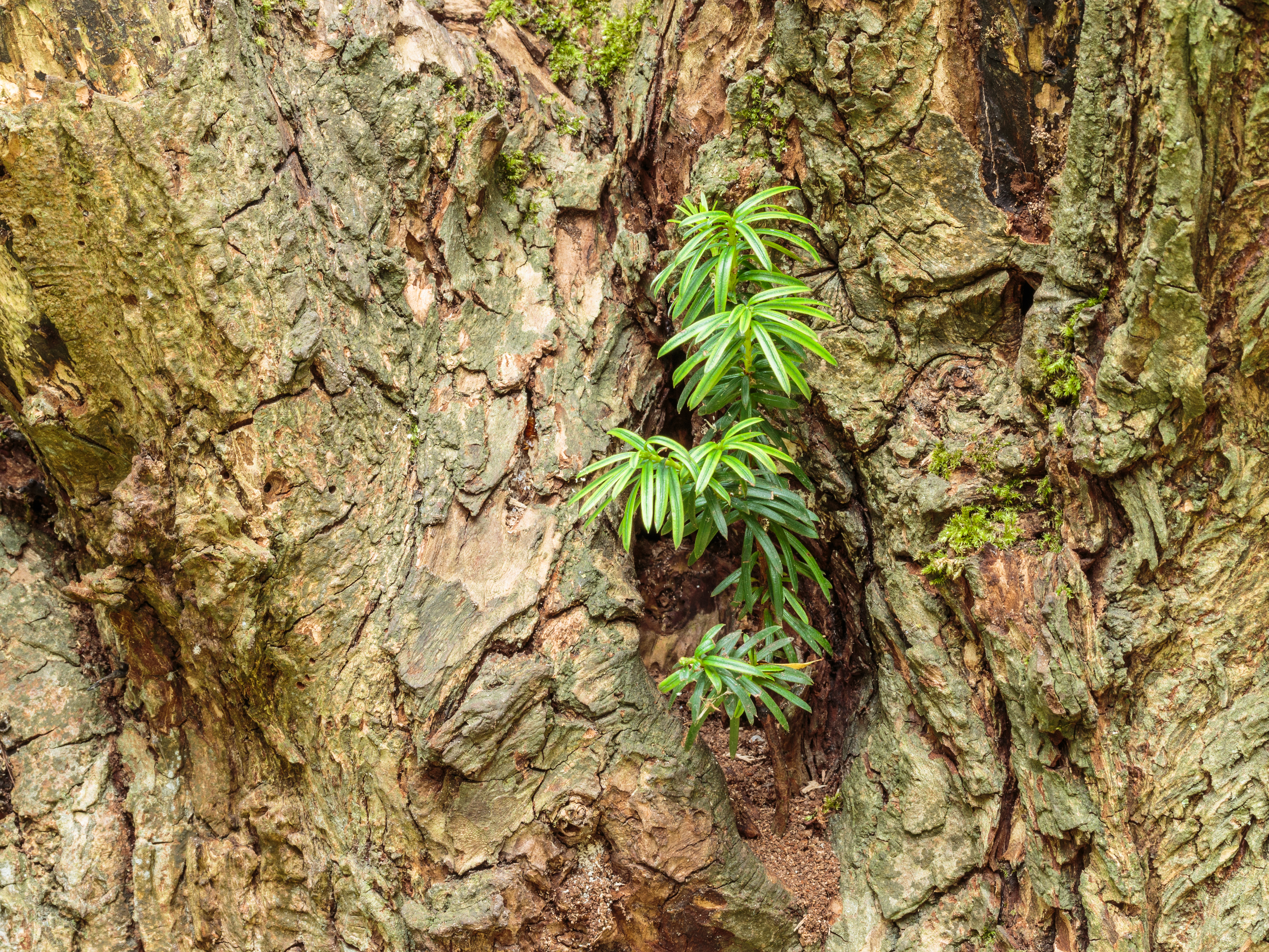
Jeunes taxus poussant dans le creux d'un arbre têtard. Juillet 2019.

Les ifs sont de grands arbustes ou petits arbres dont la croissance est relativement lente. Leur durée de vie peut être très longue, de plusieurs siècles, voire des millénaires. Ces arbustes mesurent de 5 à 8 m et peuvent atteindre jusqu'à 20 m de haut. Le tronc dressé est recouvert d'une écorce rouge, les feuilles en forme d'aiguilles plates sont d'un vert foncé avec lequel tranchent les arilles rouges.
Les ifs coupés rejettent, au contraire de la plupart des conifères.

### Arille et graine
L'arille de l'if est formé par l'hypertrophie du funicule qui vient couvrir la graine. Il est d'un rouge vif, attirant pour de nombreux oiseaux qui avalent indifféremment arille et graine. La pulpe très mucilagineuse des arilles est sucrée, mais la graine est hautement toxique. Toutefois, n'étant pas dégradée par le système digestif des oiseaux, la dissémination s'effectue sans porter atteinte à la santé de ces derniers. L'utilisation du terme "fruit" pour désigner l'arille est erronée du fait de l'absence d'ovaire comme pour tout gymnosperme (l'ovule est nu).

## Toxicité
Toute la plante est toxique pour de nombreuses espèces dont l'être humain, sauf l'arille rouge qui entoure l'ovule. La substance toxique est un mélange complexe d'alcaloïdes, de taxoïdes, diterpènes et d'acides β-aminés de la famille des taxanes (dont on extrait le taxol).

## Utilisation

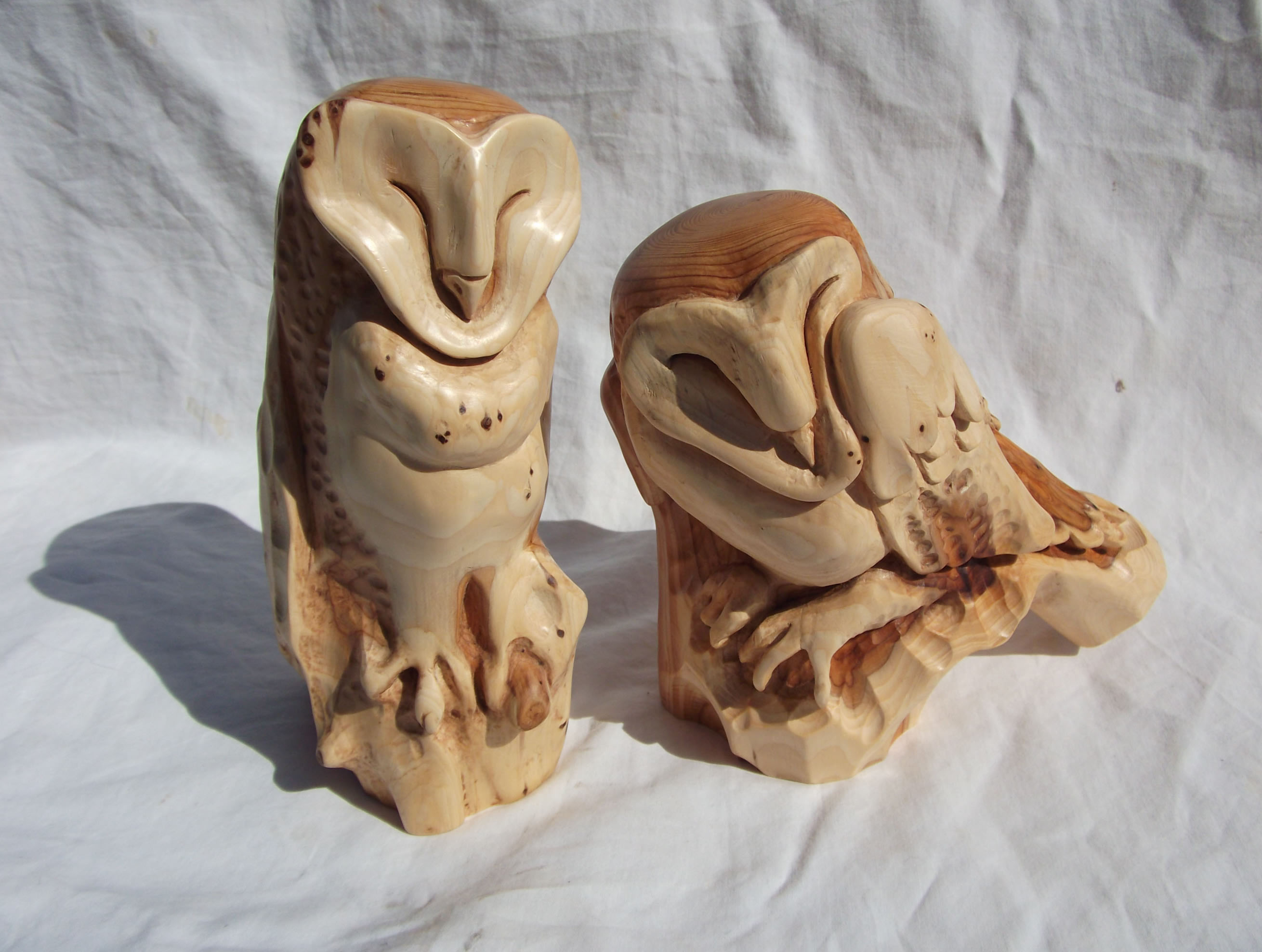
Sculptures en bois d'if

L'utilisation de l'if depuis la préhistoire est attestée : confection  d'armes de trait et de jet (pointe de javelot ou d'épieu sur le site de Clacton-on-Sea, plus vieil objet en bois connu datant de 400 000 ans, trouvé au milieu d'ossements d'éléphant antique et de rhinocéros de forêt) d'objets ménagers (seaux, gobelets, sabot) d'élément de tuyauterie, conjointement au bois d'orme. Il est très apprécié dans la confection des arcs, notamment le célèbre longbow anglais. Il a fait ses preuves en matière de souplesse et de robustesse.
Il est également recherché en tournage et en sculpture pour le contraste entre le cœur et l'aubier de son bois.

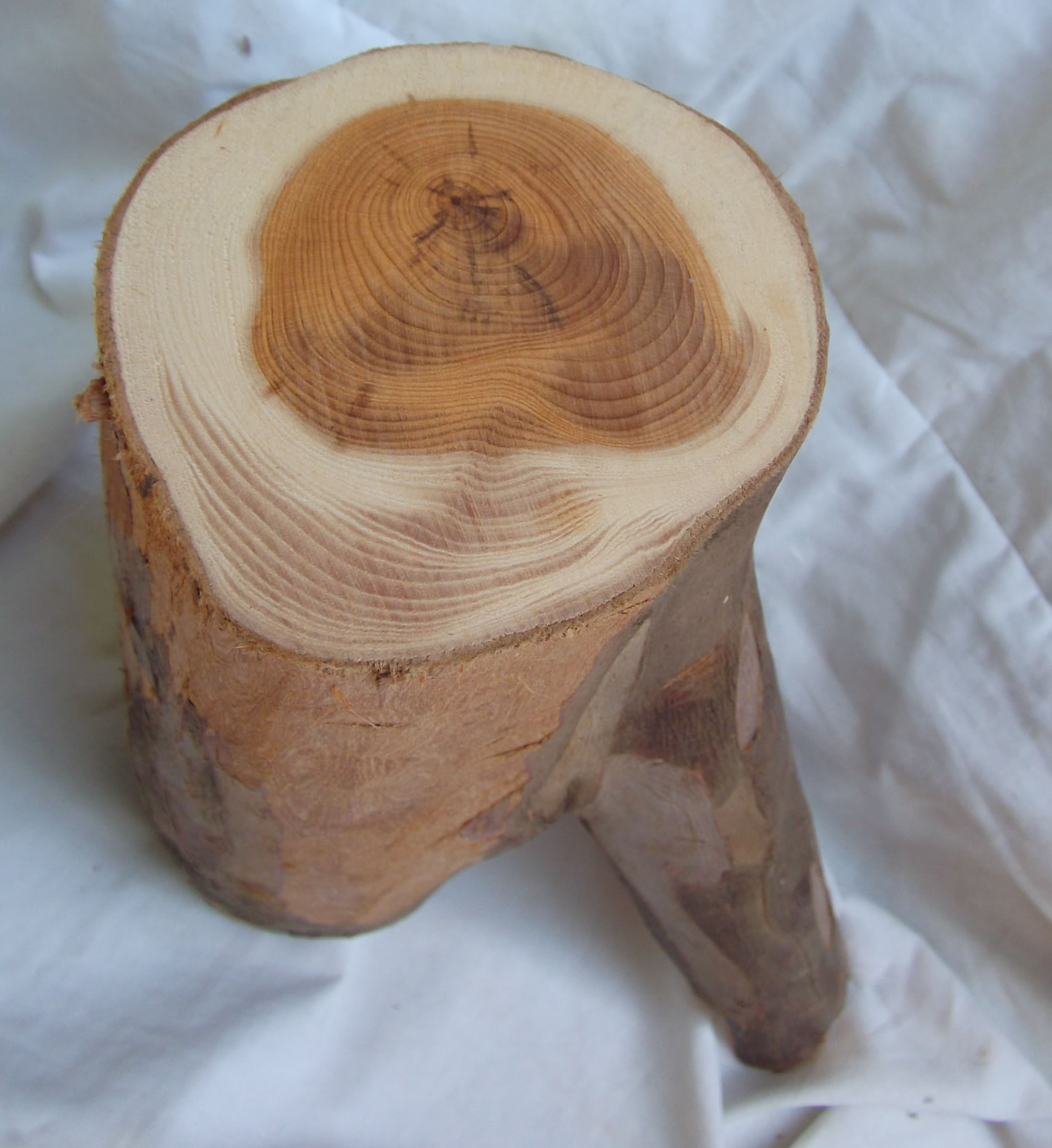
Coupe d'une branche d'if

### Horticulture

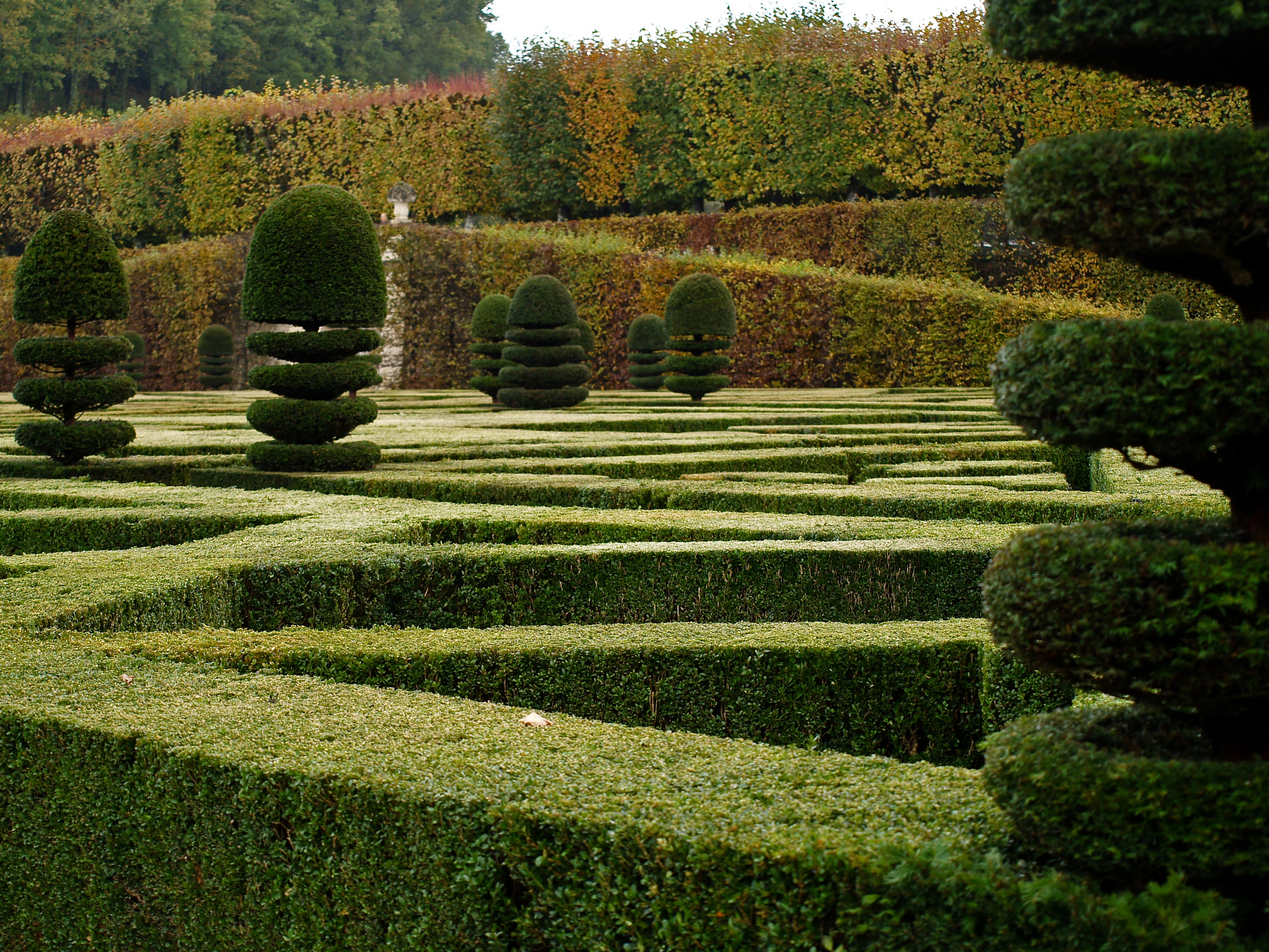
Ifs en topiaire dans les jardins du château de Villandry

En jardinage, l'if est souvent utilisé dans les parcs en art topiaire pour être taillé en diverses formes décoratives. On le taille facilement grâce à sa grande facilité de bourgeonnement.

### Ébénisterie
Son bois, d'une belle teinte orangée rougeâtre, est très prisé des ébénistes et luthiers. Ses qualités acoustiques sont en effet exceptionnelles. Il est également très recherché en marqueterie et son prix est très élevé.
L’if est le bois cumulant le plus grand nombre de qualités nécessaires à la réalisation d’un arc puissant et résistant. Ses fibres de lignine ont un agencement qui leur confère une grande élasticité (en spirales orientées à soixante degrés par rapport à l’axe de la branche, ce qui leur permet de s’étirer en cas de travail excentrique). Il pousse très lentement et ses cernes sont très fins et rapprochés, ce qui divise d’autant le déplacement dévolu à chaque fibre : plus les cernes sont petits, plus le bois est résistant et nerveux. Il a peu de nœuds et est dénué de poches résinifères qui représentent autant de points de fragilité potentiels. Enfin, il est imputrescible, ce qui, avec ses qualités de résistance, lui confère une grande durée de vie. Il a par contre le défaut d’être toxique (et dangereux pour l’élevage) et a donc été souvent abattu, ce qui en fait un bois rare dont les qualités sont encore améliorées s’il pousse lentement, ses cernes étant alors d’autant plus serrés (les meilleurs exemplaires poussent en altitude et sur un sol pauvre). Les Anglais en importèrent (principalement d’Italie, mais aussi de France et d’Espagne) pour la fabrication de leur longbow (arc long anglais). Richard II et Charles VII en firent planter.

### Alimentation
L'arille qui entoure la graine est comestible, quoiqu'assez insipide. Il faut bien sûr prendre garde à ne pas mordre la graine qui est très toxique, mais se contenter de le sucer. Son ingestion intacte ne présente par contre pas de danger.

### Thérapeutique
En 1971, les chimistes Wani, Wall et Taylor isolent une molécule, le paclitaxel ou taxol extraite de l'écorce de Taxus brevifolia (if du Pacifique) – que l'on trouve en Amérique du Nord et surnommé le  « médecin des forêts » – et qui a été utilisée pour ses propriétés anticancéreuses.

On trouve dans les jeunes pousses des taxanes (molécules toxiques) qui contiennent des substances anticancéreuses. Seul inconvénient : sa rareté. Dix kilogrammes d'écorce d'if du Pacifique donnent à peine 1 gramme de produit actif, et l'écorçage tue l'arbre.

En 1989, Pierre Potier produit par hémisynthèse, à partir de la DAB-III une molécule présente dans les feuilles de Taxus baccata, le docétaxel, une substance voisine du taxol, mais deux fois plus efficace. Cette molécule est un des fleurons de la lutte anti-cancer, très efficace contre les cancers du sein, de l'ovaire, du poumon et de la prostate.

## Symbolique

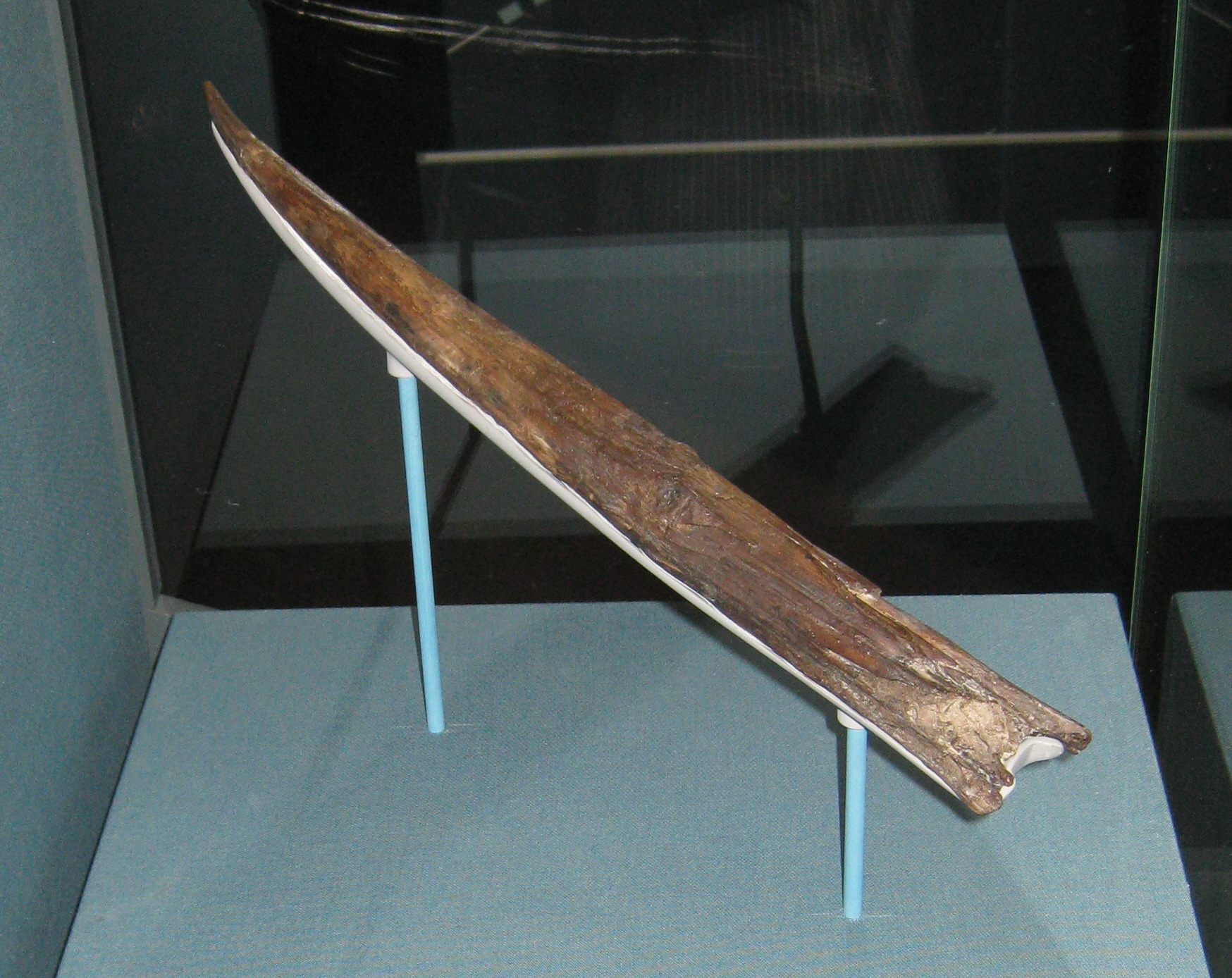
exposée au musée d'histoire naturelle de Londres.

L'if est le symbole de l'immortalité et de la mort (qu'il défie) pour plusieurs raisons : 
- il est porteur de la mort ; hormis l'arille (la partie charnue autour de la graine, comestible avec une saveur sucrée), tout est toxique pour l'homme et les animaux : la sève (nommée taxine, que les Celtes utilisaient pour empoisonner leurs flèches avant la chasse), l'écorce (dont on extrait les taxanes, famille de chimiothérapie contre le cancer du sein métastatique, nom commercial : taxol), les graines, les feuilles… De son nom latin taxus dérive l'adjectif « toxique » ;
- il accompagne les morts : on le plantait dans les cimetières afin de protéger ces lieux du bétail, qui serait empoisonné s'il en consommait ;
- il défie la mort ; son bois imputrescible résiste aux insectes, aux champignons, aux intempéries, ses feuilles sont persistantes (arbre sempervirent), sa croissance lente et  sa longévité remarquable : l'if de Fortingall (Taxus baccata) qui se trouve dans le cimetière de Fortingall à Perth and Kinross,en Écosse, est âgé de 5 000 ans.

Les anciens Celtes et une partie des Germains l'associaient à la mort. Jules César rapporte dans De bello gallico que le chef éburon Catuvolcos se donna la mort en ingérant de l'if. Shakespeare raconte l'empoisonnement du père d'Hamlet par de la sève d'if.
En outre, la langue d'oïl va conserver le terme celtique, plutôt que d'adopter le terme latin taxus comme la langue d'oc teis (en gascon : teish, en catalan : teix). Cela constitue peut-être l'indice d'une permanence, comme pour le chêne, de la perception celtique de l'arbre, renforcée par des apports germaniques postérieurs et notamment anglo-scandinave en Normandie. Lors de la christianisation, ce symbole païen va être récupéré par l'église dans les contrées où il était vénéré. Ainsi, il était systématiquement planté dans les cimetières d'Écosse, d'Irlande, d'Angleterre, de Normandie (cf. arbres remarquables de France#Normandie) et, dans une moindre mesure, de Bretagne et du Maine ; ailleurs en France cette coutume était rare, voire inexistante. La plantation dans les cimetières normands est notée par certains historiens locaux comme une habitude d'origine viking[réf. nécessaire] permettant de trouver facilement le bois pour fabriquer des arcs en cas d'urgence, sans avoir à battre la campagne pour trouver l'if nécessaire. On le trouve également au milieu de certains cloîtres, son centre symbolisant le paradis, en Irlande à l'abbaye de Muckross ou en Normandie à l'abbaye de Jumièges. Au contraire, en Provence par exemple, cet arbre était planté à l'entrée de la maison comme symbole de bienvenue.
Dans le calendrier républicain, If était le nom donné au 18e jour du mois de pluviôse.

## Divinités de l'if
Dans la mythologie scandinave, Ull est le dieu de la justice et des combats en duel, ainsi que le patron des agriculteurs. Il était un excellent archer et un skieur hors pair. Il vivait dans la vallée des Ifs. Fils de Sif, déesse de la moisson et de la fertilité, et beau-fils de Thor, dieu de l'orage , il épousa la géante Skadi, dont le nom signifie "destruction ", quand elle divorça de Njörd, dieu de la mer.
En Grèce antique, l'if était consacré à Hécate, déesse de la lune, une des formes d'Artémis, déesse de la chasse. Hécate était représentée comme une déesse à triple visage dont l'effigie était placée aux carrefours. Justicière, elle lance contre les meurtriers les furies brandissant des torches d'if.

## Divers
De nombreux ifs sont classés arbres remarquables en France. On peut citer les deux Ifs de La Haye-de-Routot, tous deux millénaires, qui impressionnent par leur histoire et leur âge. L'un d'eux abrite une chapelle, et l'autre un oratoire.

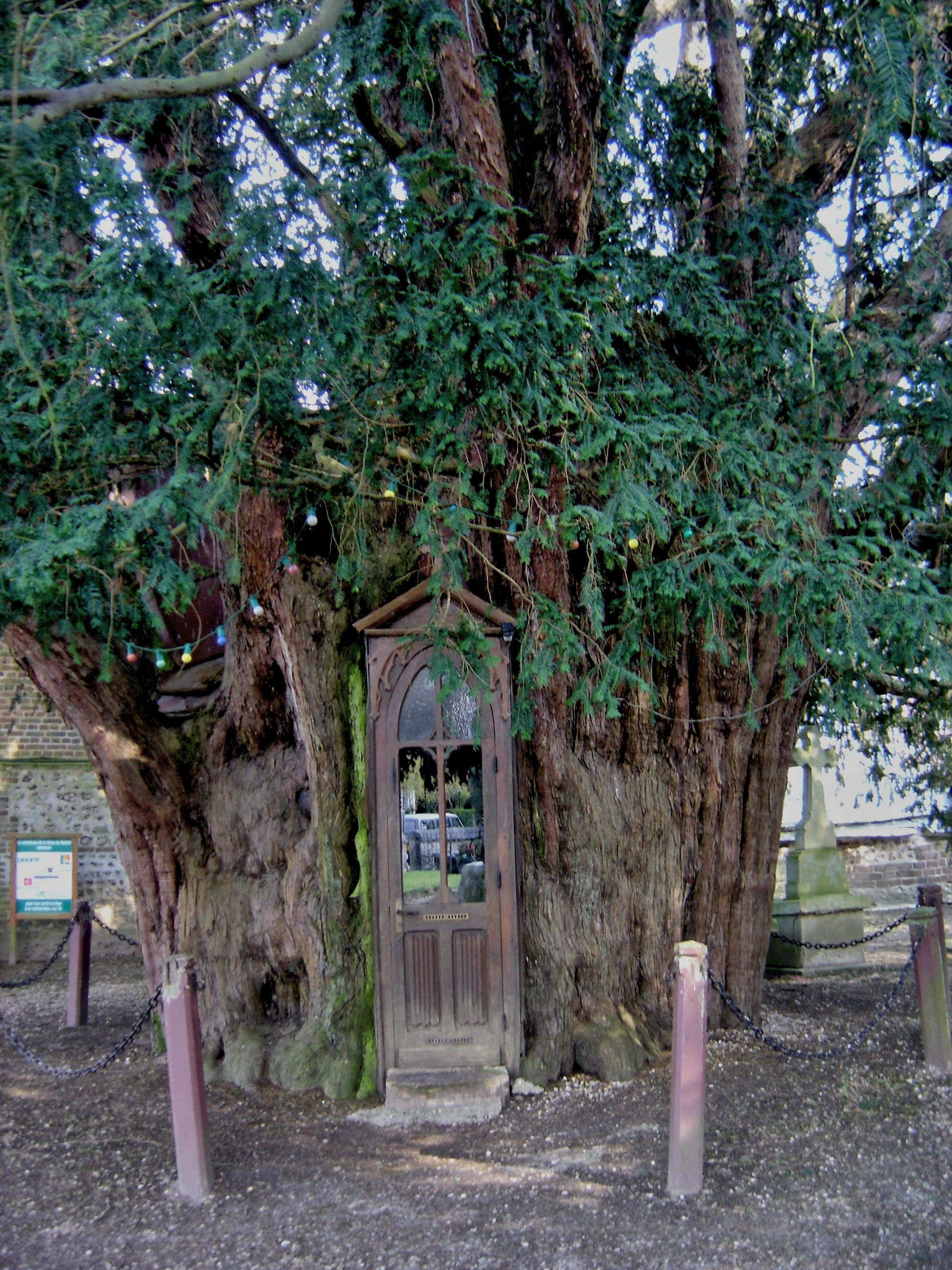
La Haye-de-Routot : chapelle dédiée à sainte Anne.
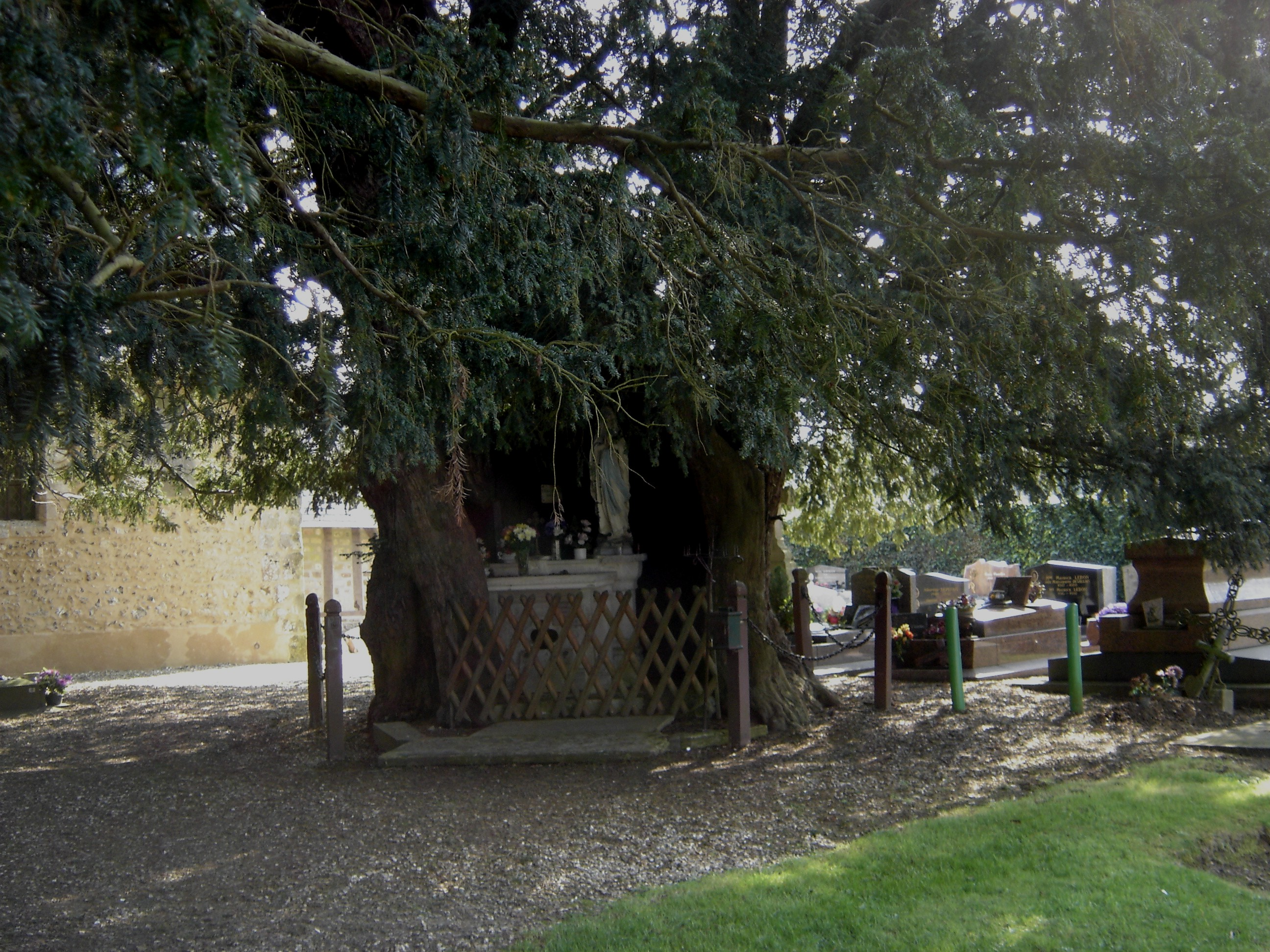
La Haye-de-Routot : oratoire dédié à Notre-Dame-de-Lourdes.